# Estación República
La Estación República es una estación de la Línea 3-Roja del Metro de São Paulo. Fue inaugurada el 24 de abril de 1982. Está ubicada en la Rua do Arouche, 24. La integración con la Línea 4-Amarilla se encuentra en obras, su inauguración fue prevista para el segundo semestre del 2010.

## Características
Estación subterránea con dos niveles de distribución y plataformas laterales y central, estructura en concreto aparente. Posee acceso para portadores de discapacidades físicas y capacidad de hasta 80 mil pasajeros por día. Su área construida es de 39.050 m².
En el interior de la estación se encuentra el Museo de la Diversidad Sexual.

## Línea 4
Una de las estaciones de integración de la Línea 4-Amarilla, República fue cerrada durante poco más de un día entre el 2 y 3 de mayo de 2009, para que el shield (conocido como tatuzito) pasara transversalmente. La máquina estaba parada allí desde enero, después de excavar el túnel principal desde la Estación Faria Lima. La operación del pasaje de un lado para el otro de la estación demandó el trabajo de 320 personas y causó tumulto, principalmente porque sucedió durante el evento conocido como Virada Cultural, que duró 24 horas, en que el metro funcionó ininterrumpidamente. El trayecto entre las estaciones Anhangabaú y Santa Cecília, estaciones vecinas a República en la Línea 3-Roja, fue realizado en 36 ómnibus gratuitos, pero eso no evitó las muchas filas en las plataformas y escaleras mecánicas. La línea fue dividida en dos tramos, uno entre las estaciones Palmeiras-Barra Funda y Santa Cecília y otro entre las estaciones Anhangabaú y Corinthians-Itaquera. El pronóstico inicial era de que la paralización fuese entre la 1 del día 2 y la media noche del día 3, pero acabó durando 32 horas, siendo la estación reabierta a las 8:45 del domingo 3. "Hicimos un esfuerzo para minimizar el impacto, ya que sufrimos un poquito el día anterior con el cúmulo de personas", dijo al Jornal da Tarde el Jefe de Operaciones del metro, Wilmar Fratini.

## Tabla

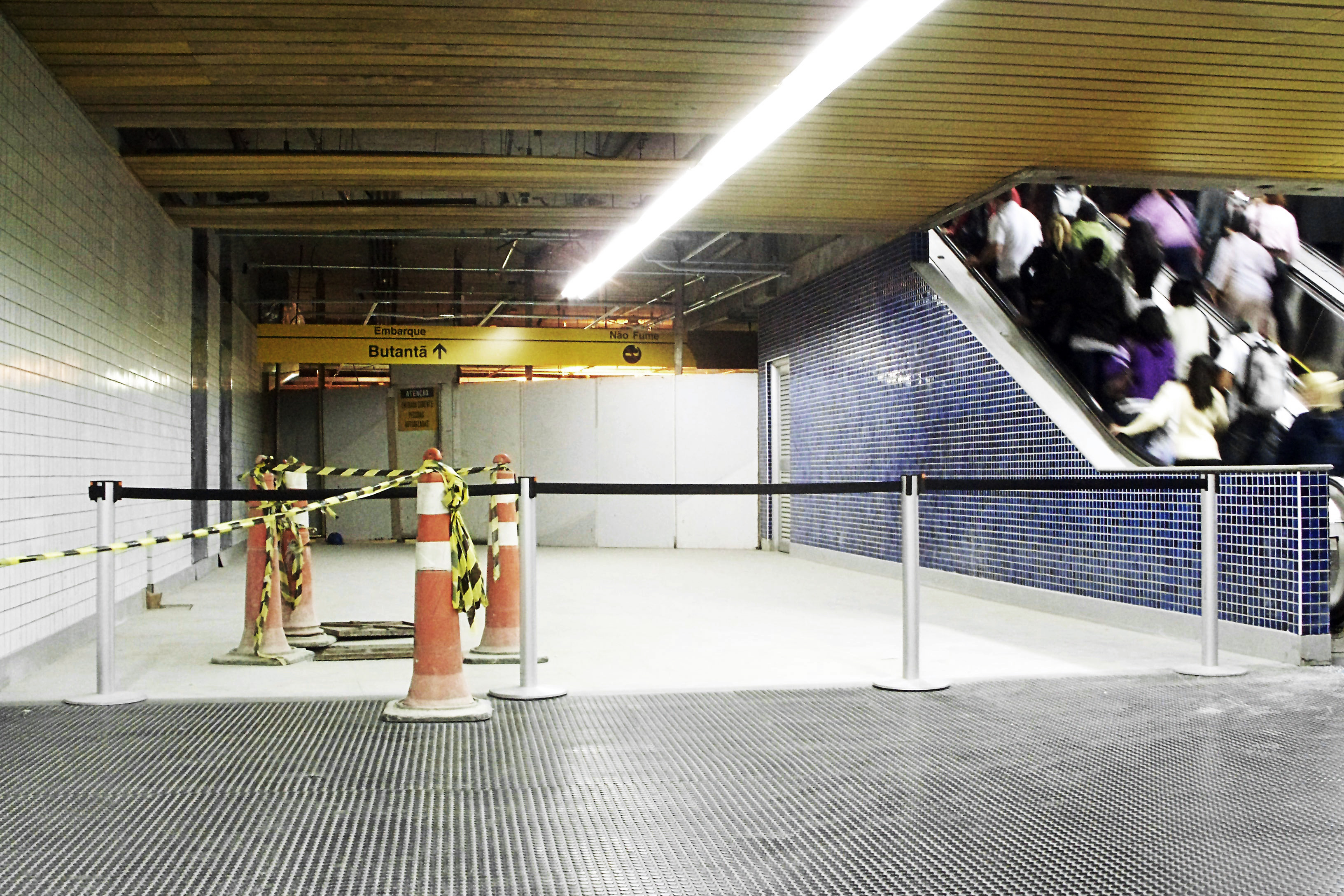
Obras en la integración con Línea 4-Amarilla

| Sigla | Estación  | Inauguración        | Capacidad                  | Integración              | Plataformas         | Posición    | Comentarios                                  |
| ----- | --------- | ------------------- | -------------------------- | ------------------------ | ------------------- | ----------- | -------------------------------------------- |
| REP   | República | 24 de abril de 1982 | 80 mil pasajeros hora/pico | Bilhete Único de SPTrans | Laterales y central | Subterránea | Estación con estructura de concreto aparente |